# Inmaculada Concepción (Iglesia de San Felipe Neri)
La Inmaculada Concepción es una talla de 1720 obra de Pedro de Ávila. Está ubicada en la Iglesia de San Felipe Neri, en Valladolid (Castilla y León, España).

## Historia
La imagen fue elaborada por Pedro de Ávila en 1720. Hay constancia de que la obra fue creada originalmente para uno de los retablos de la Iglesia de San Felipe Neri (todos ellos obra de Francisco Villota) y de que la misma fue tallada junto con otras esculturas destinadas al mismo templo: un San Pedro y un San Pablo actualmente emplazados en el retablo mayor, una María Magdalena y el denominado Cristo del Olvido, el cual procesiona el Lunes Santo portado por la Cofradía de la Preciosísima Sangre.

## Descripción
La talla, realizada en madera policromada y de bulto redondo, presenta una Virgen con un rostro juvenil más maduro que las Inmaculadas precedentes. La boca se halla entreabierta y se puede apreciar la dentadura superior, destacando unos labios muy finos (casi imperceptibles), una nariz ancha y unos ojos a medio cerrar. La cara, delimitada por una larga melena ondulada, posee forma alargada y en ella se evitan las formas suaves y redondeadas, mientras que la longitud del cuello dota a la obra de una apariencia madura y estilizada. Los brazos están flexionados y las manos juntas en actitud orante sin llegar a tocarse, quedando plasmado un claro desplazamiento lateral que denota la influencia de Martínez Montañés. La Virgen luce una túnica blanca sin adornos al igual que el manto, de color azul cuyo único elemento decorativo se reduce a un ribete dorado; esta simpleza de detalles alejan a esta Inmaculada del barroco y la aproximan al ya por aquel entonces floreciente rococó, si bien la obra se encuadra en la escuela castellana.
Los ropajes presentan escasez de pliegues los cuales, con forma de arista, son angulosos y muestran gran fluidez y soltura, sobre todo en el manto, provisto de una gran movilidad debido al vuelo de las telas y al volumen de los drapeados, que a su vez crean claroscuros. La imagen, considerada la obra maestra de Ávila junto con el Cristo del Olvido, se apoya en un escabel compuesto por las cabezas aladas de tres serafines y, como detalle poco habitual, la media luna típica de esta iconografía está ausente, aunque sobre la cabeza sí se encuentra la aureola de doce estrellas en referencia a las doce tribus de Israel.